# Lluís VIII de Wittelsbach
Lluís VIII de Baviera dit Lluís el Geperut (en alemany: Ludwig VIII der Höckrige) (1 de setembre de 1403-7 d'abril de 1445) va ser duc de Baviera-Ingolstadt des de 1443 fins a la seva mort. Va néixer a París, fill de Lluís VII i la seva primera esposa Anna de Borbó-La Marche, filla de Joan I, comte de La Marche. Va morir el 1445 a Ingolstadt.

## Biografia
Es va casar amb Margarida de Brandenburg (1410 - 27 de juliol de 1465), filla de Frederic I de Brandenburg, el 20 de juliol de 1441. Des de 1438 Lluís va estar lluitant amb el seu pare Lluís VII, que volia donar una preferència indeguda a un altre fill (il·legítim). Lluís es va aliar amb Enric XVI (IV) de Baviera-Landshut contra el seu pare, que va ser finalment detingut el 1443, però Lluís VIII va morir dos anys més tard. Quan Lluís VII també va morir (presoner) el 1447, Enric finalment va incorporar Baviera-Ingolstadt al seu ducat.